# Ian Moutray
Ian Moutray (ur. 2 lipca 1936 w Ryde, zm. 17 lipca 2014 w Sydney) – australijski rugbysta, reprezentant kraju.
Był absolwentem Fort Street Boys High School. Związany był z klubem Drummoyne DRFC, czterokrotnie zagrał też w stanowych barwach.
W 1963 roku został powołany do australijskiej reprezentacji, z którą udał się na tournée do RPA. Zagrał wówczas w jednym z testmeczów oraz w dziesięciu towarzyskich spotkaniach. Kontuzja ramienia, której doznał podczas tej wyprawy, w połączeniu z wcześniejszymi urazami zakończyła jego karierę sportową.
Z zawodu był nauczycielem, ukończył studia na University of Sydney i pracował w szkołach na terenie tego miasta. Następnie związany był z University of New South Wales, gdzie przez wiele lat pełnił rolę szefa sportu.
Żona Rosalind, córki Catherine i Merran.